# Bo Sundqvist
Bo Ulf Robert Sundqvist, född 21 september 1941 i Lövånger, Västerbottens län (Västerbotten), är en svensk fysiker, professor och akademisk ledare. Han var rektor för Uppsala universitet 1997–2006. 

## Biografi

### Utbildning
Sundqvist, som är son till folkskolläraren Signar Sundqvist och Gerda Wikström, avlade filosofisk ämbetsexamen 1965 och civilingenjörsexamen med inriktning mot teknisk fysik 1967, båda vid Uppsala universitet. År 1969 avlade Sundquist filosofie licentiatexamen inom högenergifysik  och 1974 disputerade han för filosofie doktorsgrad på en avhandling om kärnfysik och docentförklarades 1975. Han blev hedersdoktor vid Colombouniversitetet i Sri Lanka 2003.

### Verksamhet
Åren 1984–1987 var Sundqvist vice föreståndare vid Tandemlaboratoriet. Han installerades som professor i jonfysik 1987. Tillsammans med professor Måns Ehrenberg grundade han ett civilingenjörsprogram med inriktning mot molekylär bioteknik.
Sitt akademiska ledarskap inledde han som dekanus för sektionen för fysik 1992–1993 och senare dekanus för teknisk-naturvetenskaplig fakultet 1993–1997. Han ingår i Uppsala universitets styrelse, Konsistoriet, sedan 1995. Hösten 1996 föreslogs han som ny rektor för universitetet och han tillträdde uppdraget 1997. Hans förordnande förlängdes med ytterligare en treårsperiod 2003 och löpte till och med den 30 juni 2006.
Som rektor för ett av landets främsta lärosäten valdes Sundqvist in i styrelsen för Sveriges Universitets- och Högskoleförbund, SUHF, och var dess vice ordförande 2000–2004 för att 2005–2006 fungera som förbundets ordförande.
Sundqvists forskning har resulterat i publicering av mer än 250 vetenskapliga artiklar om fånukleonsystem, jon-ytväxelverkan och biologisk masspektroskopi. Han har varit gästforskare vid flera utländska universitet såsom Institut de Physique Nucleair d'Orsay i Paris, California Institute of Technology i Pasadena och University of Virginia i Charlottesville.
Sundqvist blev ledamot av Kungliga Vetenskapssamhället i Uppsala 1991, Kungliga Vetenskaps-Societeten i Uppsala 1995, Kungliga Vetenskapsakademien 1996 – där han var  preses 2006–2009 – Kungliga Ingenjörsvetenskapsakademien 1998, Kungliga Danska Vetenskapsakademien 2002 och European Physical Society samt är vice ordförande i Mittuniversitetets styrelse.

## Utmärkelser
- H.M. Konungens medalj 12:e storleken i serafimerordens band (2002)
- Republiken Lettlands Trestjärneorden (2005)
- Uppsala universitets 1924 års Gustaf Adolfsmedalj i kedja (2006)